# Judith Vittet
Pour les articles homonymes, voir Vittet.
Judith Vittet, née le 1er décembre 1984 à Paris, (Seine), est une comédienne, illustratrice et designer française.

## Biographie
- Si vous ne connaissez pas le sujet, laissez ce bandeau (vous pouvez alors contacter les auteurs).
- Si vous supprimez le contenu mis en cause (vous pouvez préalablement contacter les auteurs),

argumentez précisément cette suppression dans la page de discussion
(un manque de référence n'est pas un argument ; une recherche réelle de référence doit avoir été effectuée, être formellement documentée).

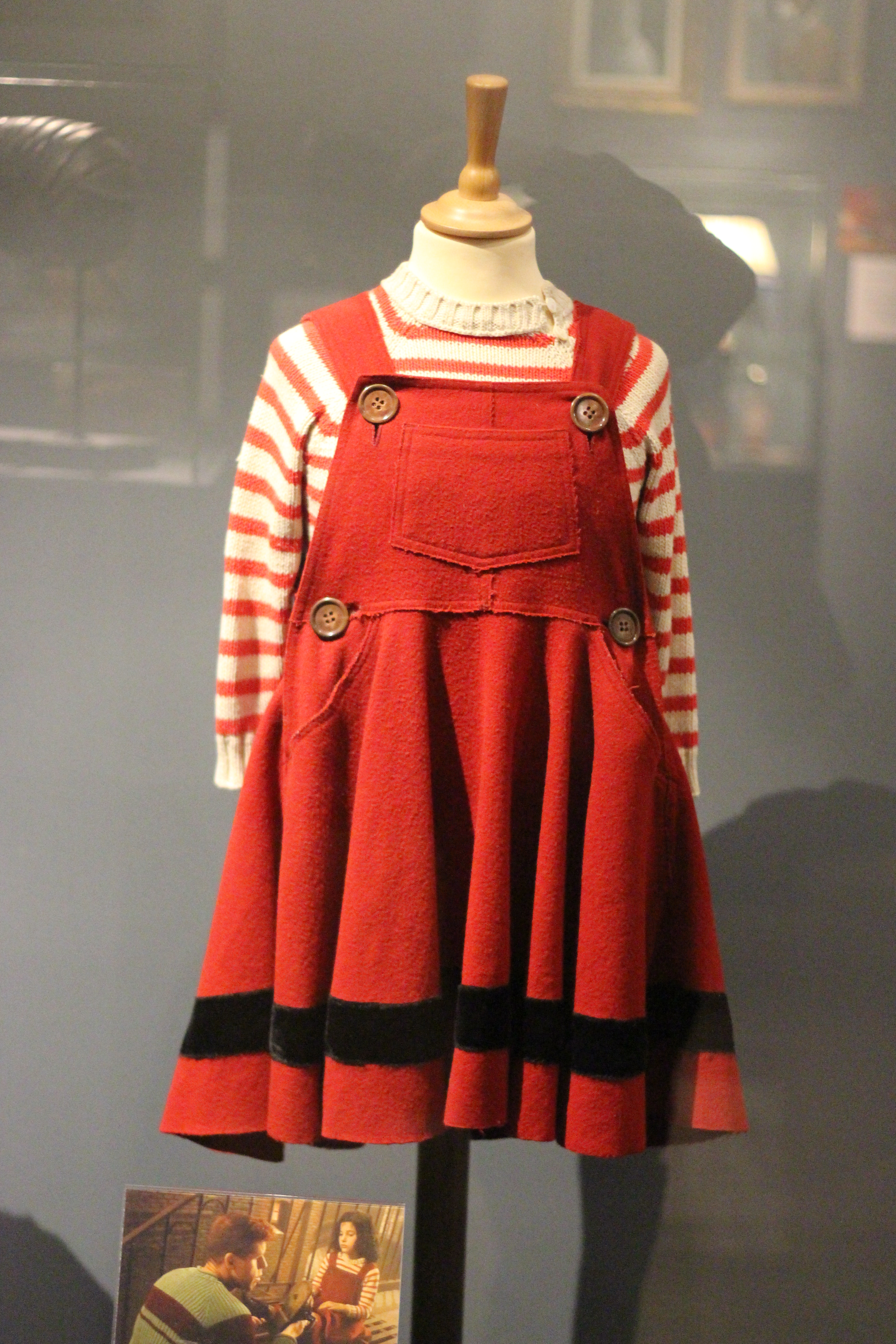
Costume porté par Judith Vittet dans le film La Cité des enfants perdus (1995).

Judith Vittet est repérée à neuf ans à la sortie de l'école par une directrice de casting. Elle tourne avec Marion Vernoux, Claude Sautet dans Nelly et Monsieur Arnaud, Alexandre Arcady dans K et incarne, en 1995, le rôle de Miette dans La Cité des enfants perdus de Jean-Pierre Jeunet et Marc Caro,.
Après quatre films et avoir obtenu le baccalauréat ES en 2002, elle fait un séjour aux États-Unis et met un terme à sa carrière pour poursuivre ses études cinématographiques à Paris VIII.
Après ses études de cinéma, elle crée « Judethik », marque de design pour enfants, et intègre l'agence Artterre, éditeur d'écoconception. Ils sortent ensemble une ligne de doudous en excédents textiles de tapissiers fabriquée en France dans un centre d'insertion de femmes, ainsi que deux cahiers d'« écoloriages » (albums associant dessin, jeux et initiation à l'écologie).
Illustratrice et conceptrice textile, Judith Vittet manie aussi bien le tissu que la plume et l'encre de Chine. Le tissu est vite sa base de travail : à plat, elle dessine en mélangeant patchwork et broderie et photographie le tout. En volume, le grand format l'attire rapidement. Elle conçoit les poufs Tortue et Pieuvre, édités par Mahatsara et présentés au salon Maison et Objet en septembre 2013.
Jusqu'en 2014, Judith Vittet a travaillé comme costumière pour nombre de séries télévisées. Elle développe également ses grands formats pour des vitrines. Arbre en cuir, guirlandes de feuillages, algues en coton, nuages brodés à la main se mélangent dans ses installations textiles sur le thème de la forêt et de l'océan. Judith enchaîne les salons pour exposer son travail. En janvier 2018, elle a été commissaire d'exposition pour la ville de Guyancourt sur le projet « Doudous ! » organisé comme un hommage à l'art textile qui mettait en scène les habitants de la ville à travers des ateliers participatifs. Engagée, elle fait aussi passer des messages avec ses créations, comme dans son exposition de bustes brodés dediée aux femmes victimes de violences.
Judith Vittet a une fille, Romane, née en décembre 2015[réf. nécessaire].

## Filmographie
- 1994 : Personne ne m'aime de Marion Vernoux : Lili
- 1995 : La Cité des enfants perdus de Marc Caro et Jean-Pierre Jeunet : Miette
- 1995 : Nelly et Monsieur Arnaud de Claude Sautet : Bénédicte
- 1997 : K d'Alexandre Arcady : fille de la famille Stein